# Wish for snow/奇跡を望むなら...Xmas story
「Wish for snow／奇跡を望むなら...Xmas story」（ウィッシュ・フォー・スノー/きせきをのぞむなら...クリスマス ストーリー）は、JUJUの5枚目のシングル。2007年12月12日発売。発売元はソニー・ミュージックアソシエイテッドレコーズ。

## 概要
- 自身初の両A面シングル。
- 表題曲「Wish for snow」は、クリスマスの情景をレゲエのリズムで歌ったナンバー。C/W曲「奇跡を望むなら... Xmas story」は、「奇跡を望むなら...」のクリスマスバージョンである。
- アルバム未収録曲となる。

## 収録曲

### CD
1. Wish for snow (4:57)
作詞：かとうかなこ/作曲・編曲：CHOKKAKU
NTTドコモ東北CMソング
岩手めんこいテレビ「Break Point!」エンディングテーマ
富山テレビ「bbt music selection」エンディングテーマ
2. 奇跡を望むなら... Xmas story (6:08)
作詞・作曲：E-3/編曲：Alec Shantzis
3. LAST CHRISTMAS (5:25)
ワム!のカバー
作詞・作曲：George Michael/編曲：Alec Shantzis
4. クリスマス・イブ (4:16)
山下達郎のカバー
作詞・作曲：山下達郎/編曲：E-3、ホーンアレンジ：黒田卓也

### DVD
1. 奇跡を望むなら... ビデオクリップ novel clip version
2. ナツノハナ ライブ autumn premium live "lush life" @ shibuya DUO MUSIC EXCHANGE 2007.9.30
3. Wonderful Life ライブ autumn premium live "lush life" @ shibuya DUO MUSIC EXCHANGE 2007.9.30